# Themeda sabarimalayana
Themeda sabarimalayana là một loài thực vật có hoa trong họ Hòa thảo. Loài này được Sreek. & V.J.Nair miêu tả khoa học đầu tiên năm 1989.